# Banning, Kalifornien
Banning är en stad (city) i Riverside County, i delstaten Kalifornien, USA. Enligt United States Census Bureau har staden en folkmängd på 30 260 invånare (2011) och en landarea på 59,8 km².